# بيتر فوغان
بيتر فوغان (بالإنجليزية: Peter Vaughan)‏ هو ممثل بريطاني (وحمل سابقاً جنسية المملكة المتحدة لبريطانيا العظمى وأيرلندا)، ولد في 4 أبريل 1923 في المملكة المتحدة، وتوفي بنفس المكان في 6 ديسمبر 2016.

## أعمال

### أفلام
- (1971) ستراو دوغز
- (1993) بقايا اليوم[8]
- (1996) العميل السري
- (1998) الأسطورة 1900[9][10]

### مسلسلات
- صراع العروش

## وصلات خارجية
- بيتر فوغان على موقع IMDb (الإنجليزية)
- بيتر فوغان على موقع روتن توميتوز (الإنجليزية)
- بيتر فوغان على موقع ألو سيني (الفرنسية)
- بيتر فوغان على موقع ميوزك برينز (الإنجليزية)
- بيتر فوغان على موقع تيرنر كلاسيك موفيز (الإنجليزية)
- بيتر فوغان على موقع أول موفي (الإنجليزية)
- بيتر فوغان على موقع قاعدة بيانات الأفلام السويدية (السويدية)
- بيتر فوغان على موقع إن إن دي بي (الإنجليزية)
- بيتر فوغان على موقع ديسكوغز (الإنجليزية)
- بيتر فوغان على موقع قاعدة بيانات الفيلم (الإنجليزية)